# ジュラジ・ジュラシェヴィチ・ツルノイェヴィチ
ジュラジ・ジュラシェヴィチ・ツルノイェヴィチ (セルビア語: Ђурађ Ђурашевић Црнојевић, fl. 1413年–1435年) は、ゼタ公国のパシュトロヴィチ族（モンテネグロ沿岸部族の一つ）の長、セルビア専制公国のヴォイヴォダ（弟アレクサ・ジュラシェヴィチと共同）。
ジュラジと弟アレクサ（ルイェシ）は、バルシャ3世治下のゼタ公国において、パシュトロヴィチ族の領域（ルシュティツァと、コトルやブドヴァの丘陵地帯）を支配していた。ジュラシェヴィチ家は、カロジュルジェヴィチ家の分家で、ジュラシェヴィチ家の人々はバルシャ3世の宮廷の中でも最も異質の地位を有していた。1413年にバルシャ3世がプラスクヴィツァ修道院を建設した際には、ジュラジやその息子、またサンダリ・フラニッチの使節アレクサ・パシュトロヴィチらはその設立憲章に証人として名を連ねている。パシュトロヴィチの地を治めていたため、ジュラジはバルシャ3世の憲章の証人、そしておそらくは執行者として立てられた。
バルシャ3世が没すると、ジュラシェヴィチ家はヴェネツィア共和国から従属するよう誘われたが、彼らはそれに乗ることも、ゼタの新たな支配者となったセルビア専制公スティエパン・ラザレヴィチに従いながらヴェネツィアの宗主権を認めるという選択肢も拒否した。彼らはコトルに近いグルバリ谷の塩田10か所を支配していた。ジュラジとアレクサの兄弟は上ゼタがツルノイェヴィチ家の支配下にはいった1415年から1427年の間に、コム修道院を設立している。
1420年3月10日、ヴェネツィアはジュラジとアレクサをブドヴァ総督に任じると約束した。
ジュラジ・ジュラシェヴィチはツルノイェヴィチの一員でもあった。4人の息子、すなわちジュラシン・ジュラシェヴィチ、ゴイチン・ツルノイェヴィチ、スティエパン（スティエパニツァ）・ツルノイェヴィチ、名前・業績不明の一人をもうけた。